# Arcola (Ligúria)
Arcola (en lígur: Arcoa) és un comune (municipi) de la província de La Spezia, a la regió italiana de la Ligúria, situat uns 80 km al sud-est de Gènova i uns 7 km al nord-est de La Spezia. A 31 de desembre de 2017 la seva població era de 10.549 habitants i la seva superfície de 16,54 km².
El municipi d'Arcola conté les frazioni (pobles o llogarets) de Baccano, Termo, Fresonara, Monti, Romito Magra, Cerri i Trebbiano.
Arcola limita amb els municipis següents: La Spezia, Lerici, Sarzana i Vezzano Ligure.